# Haut-volant serbe
Haut-volant de Serbie
Le Haut-volant serbe, ou parfois Haut-volant de Serbie (en serbe : Srpksi Visokoletac), est une race de pigeon domestique originaire de Serbie. C'est une race classée comme pigeon de vol.

## Origine
La race a été créée dans la région de Belgrade, en Serbie dans le courant du XIXe siècle. Il descendrait de l'ancien pigeon d'Illyrie, renommé Bouvreuil, croisé avec des pigeons de vol turcs. La race est sélectionnée avant tout pour sa capacité de vol (temps et altitude). L'apparence étant secondaire, une riche gamme de couleurs est visible chez celle-ci,,. Le premier standard de la race est créé en 1972.

## Description
Pigeon de taille moyenne, sa tête est ronde avec une coquille. Ses yeux sont perlés, c'est-à-dire qu'ils ont l'iris blanc. La couleur du bec dépend de la couleur du plumage et il est surmonté d'une petite morille blanche. Il a un cou fort, une poitrine large et un dos incliné. Les ailes sont longues et puissantes. Ses pattes sont fortes et nues, de couleur orange-rouge. Diverses couleurs existent chez cette race mais les unicolores sont les plus courants.

## Élevage et entraînement
Comme son nom l'indique, c'est un haut volant. C'est un pigeon de vol pouvant réaliser des vols de plus de 10 heures sans se poser et à une haute altitude pouvant atteindre les 1 500 m. Pour atteindre une telle performance, les oiseaux sont entraînés par l'éleveur. Ils volent en formation de plusieurs individus (minimum 3). Un oiseau seul en altitude sera invisible à l’œil nu ; le nombre permet ainsi de les suivre et les observer plus facilement. Un jeune pigeon aura des performances moyennes ; c'est entre 3 et 5 ans que l'oiseau dévoile ses pleines capacités. 

## Standard et diffusion
Classée dans la catégorie des pigeons de vol, le standard de la race est géré par la Serbie (SRB/0886). L'oiseau doit être bagué avec une bague de 7 mm. Le Haut-volant serbe est exporté dans divers pays mais semble rester peu commun en dehors de son pays d'origine. Il est introduit en Allemagne en 1966.